# Хурцилава Муртаз Калістратович
Мурта́з Калістра́тович Хурцила́ва (груз. მურთაზ ხურცილავა, * 5 січня 1943, с. Бандза, Гегечкорський район, Грузинська РСР) — колишній радянський футболіст, захисник, відомий виступами насамперед за тбіліське «Динамо» та збірну СРСР. Згодом — радянський та грузинський футбольний тренер.
Майстер спорту (1962), Майстер спорту міжнародного класу (1966), Заслужений майстер спорту (1969). Лауреат Ювілейної нагороди УЄФА як найвидатніший грузинський футболіст 50-річчя (1954—2003).

## Кар'єра гравця
Вихованець грузинського футболу, починав грати у дворових командах, згодом грав за збірну школярів районного центру Гегечкорі. 1959 року був включений до збірної Грузинської РСР для участі у Всесоюзній спартакіаді серед школярів, а вже 1960 року отримав запрошення до юнацької збірної СРСР.
1961 був запрошений до тбіліського «Динамо», кольори якого захищав протягом наступних 15 років. Вже з 1962 року був одним з основних захисників команди. У складі «Динамо» п'ять разів вигравав бронзові медалі чемпіонату СРСР. 1964 року тбілісці вибороли «золото» союзної першості, однак Хурцилава медалі не отримав, оскільки значну частину сезону пропустив через травму, а за регламентом змагань того періоду 9 матчів, проведених у чемпіонаті, було недостатньо для отримання гравцем чемпіонських нагород.
Протягом 1965—1973 років гравець викликався до лав футбольної збірної СРСР, за яку провів 69 ігор, записавши собі до активу 6 голів у складі головної команди країни. Брав участь у чемпіонатах світу 1966 та 1970 років, а також у чемпіонаті Європи 1968 року. У складі збірної СРСР на чемпіонаті Європи 1972 року став віце-чемпіоном континенту. На цьому турнірі, в якому радянська команда програла лише у фінальному матчі німецькій збірній, Хурцилава був капітаном команди. Того ж 1972 року у складі олімпійської збірної Радянського Союзу став бронзовим медалістом Олімпійських ігор у Мюнхені.
1975 року 32-річний захисник завершив виступи за тбіліське «Динамо» і перейшов до представника Грузії у першій лізі чемпіонату СРСР — кутаїського «Торпедо», в якому відіграв майже два сезони та виступами за яке у 1976 завершив активну ігрову кар'єру.

## Тренерська діяльність
По завершенні ігрової кар'єри працював тренером, спочатку, протягом нетривалих періодів часу, у нижчолігових грузинських клубах. У 1987—1989 роках входив до тренерського штабу клубу тбіліського «Динамо», а за десять років, у 1998—1999 очолював цю рідну для себе команду як головний тренер.
У 1999—2001 був головним тренером грузинської молодіжної збірної, згодом, у 2001—2003 працював у штабі національної збірної країни.

## Досягнення та нагороди

### Як гравця
- Чемпіон СРСР: 1964[1];
- Бронзовий призер чемпіонату СРСР (5): 1962, 1967, 1969, 1972, 1973;
- Віце-чемпіон Європи: 1972
- Бронзовий олімпійський призер: 1972

### Як тренера
- Чемпіон Грузії (2): 1998, 1999

### Особисті
- Найвидатніший грузинський футболіст 50-річчя (1954—2003)
- Заслужений майстер спорту СРСР (1969)
- Кавалер ордена Вахтанга Горгасала (2003)